# Aegiochus tumidus
Aegiochus tumidus is een pissebed uit de familie Aegidae. De wetenschappelijke naam van de soort werd als Aega tumida in 1988 gepubliceerd door Nunomura.